# Festskrift
Et festskrift (både på engelsk og tysk Festschrift) er en bog, der udgives som en lykønskning til oftest en akademiker på dennes runde fødselsdag (ofte halvfjerdsårsdagen). Festskriftets indhold er i reglen et antal originale afhandlinger forfattede af modtagerens kolleger og elever, gerne således at de belyser dennes indsats. Forrest i bogen er der et portræt af modtageren samt oftest en tabula gratulatoria, dvs. en liste over dem, som har subskriberet på festskriftet og ønsker at fremføre deres lykønskning. Bag i bogen finder man i reglen en bibliografi over modtagerens publicerede skrifter. Man kan bl.a. se eksempler på festskrifter opstillet på Læsesal Vest i Det Kongelige Bibliotek, Den Sorte Diamant, hvis modtagerne er tilknyttet Københavns Universitet. I tilfælde af, at den lykønskede 70-årige har tilknytning til Bornholm og som Carsten Seeger hyldes med et festskrift, udstilles det på biblioteket i Rønne og hos de bornholmske boghandlere. Det udkom 5. juni 2015 og har bidrag af blandt andre Jørn Lund, Stig Fogh Andersen, Bent Jørgensen, Jacob Ludvigsen og Poul Friis.

## Historie
Festskriftgenren går tilbage til 1640 hvor bogtrykkeren Gregor Ritzsch udgav festskriftet i anledning af bogtrykkeriets opfindelse ved Johann Gutenberg.
Nogle festskriftskrivere går så vidt at de udgiver festskriftet i flere udgaver, festivitassen i anledning af oldtidshistorikeren Joseph Fogts 75-årsfødselsdag planlagdes i fire bind under titlen Aufstieg und Niedergang der römischen Welt (1972) (Opstigningen og undergangen af den romerske verden), siden udkom der 89 bind, og flere er planlagt. Hos andre kan gratulationslisten fylde 42 sider, som i anledningen af den svenske biskop Bo Giertz' 60-årsfødselsdag. 
I andre tilfælde udgiver jubilaren festskriftet til og af sig selv: den politiske filosof og sociolog Asger Sørensen har nu udgivet to sådanne i håbet om at tredje gang vil være lykkens gang, altså at andre vil udgive et festskrift til ham. Hans seneste festskrift udkom præcist på hans 60 års fødselsdag, og han causerer over, at når man selv skriver et sådant skrift, så er det pinligt, hvis skriftet oven i købet udkommer for sent. Det kan dog have lange udsigter med et tredje festskrift. Festskrifter gives typisk til professorer, og ifølge Sørensens afdelingsleder på DPU, så hædres kun de, som henter økonomiske midler hjem til institutterne, med titler og hvad deraf følger.

## Kritik
Festskriftgenren har været udsat for megen kritik, blandt andet for at være en slags genbrugsgenre af gamle artikler og andet skrap-sammen, der er blevet afvist andre steder. Det betyder at artikler kan gå igen i publikationslister, men kan oppumpe citationslister o. lign. Endvidere at forfatterne ikke gør meget ud af bidragene, samt at når der ikke er tale om gratulationsskrifter til emeritusser, da, at bidragene ofte har karakter af ukritiske forsøg på at indynde sig i karriereøjemed. 
Alan G. Soble nedsatte 13 kriterier der burde overholdes for festskrifter, herunder at der blandt andet burde indgå nyt grundigt akademisk arbejde.